# Chiesa e convento di San Pietro

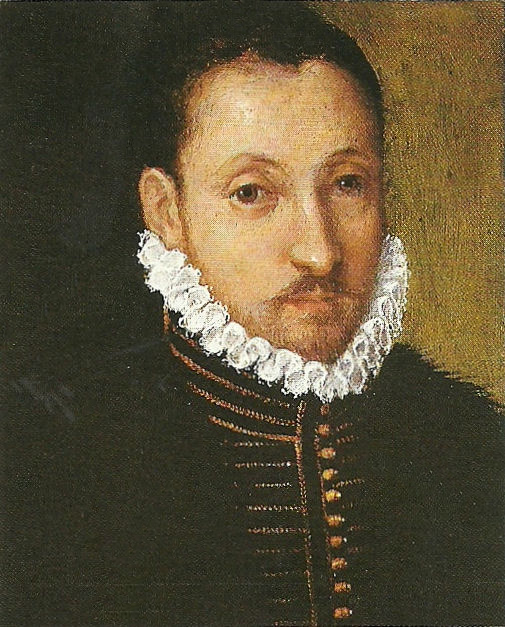
Ritratto di Ferrante Gonzaga, artista ignoto XVI secolo

La chiesa e il convento di San Pietro è un complesso religioso sito a Castiglione delle Stiviere, in provincia di Mantova. 

## Storia e descrizione
È l'edificio religioso più antico della città. Venne edificato in epoca longobarda nel 723 da due pellegrini originari di Lucca, i fratelli Aurinando e Godefrido e nel 752 passò all'abbazia di Nonantola, mentre risale al 1530 l'insediamento dell'Ordine dei Servi di Maria. Il convento venne soppresso nel 1780.

### Sepolti illustri
Nella chiesa venne sepolto inizialmente il primo marchese di Castiglione Ferrante Gonzaga, padre di san Luigi, morto il 13 febbraio 1586 e traslato il 17 febbraio nella chiesa di San Francesco a Mantova, mausoleo dei Gonzaga, per suo volere.